# Клайпеда
Кла́йпеда (лит. Klaipėda вимоваⓘ, жумуд. Klaipieda, нім. Memel) — третє за величиною місто Литви, розташоване у західній її частині, де Балтійське море переходить у Куршську затоку. Клайпеда — найбільший порт Литви. Як і російський Калінінград — це один з найбільших незамерзаючих морських портів на березі Балтійського моря й Куршської затоки. У радянські часи місто здобуло славу популярного курорту.[джерело?]
Клайпеда та прилеглий регіон мають особливу, відмінну від Литви, історію: до 1923 року місто перебувало у складі Німеччини, що відбилося на архітектурному його вигляді. У силу своєї історії, етнічне й мовне обличчя міста має багатонаціональний характер — у ньому, крім литовців, проживає значна кількість росіян, поляків, білорусів та ін.

## Назва

### Офіційна назва

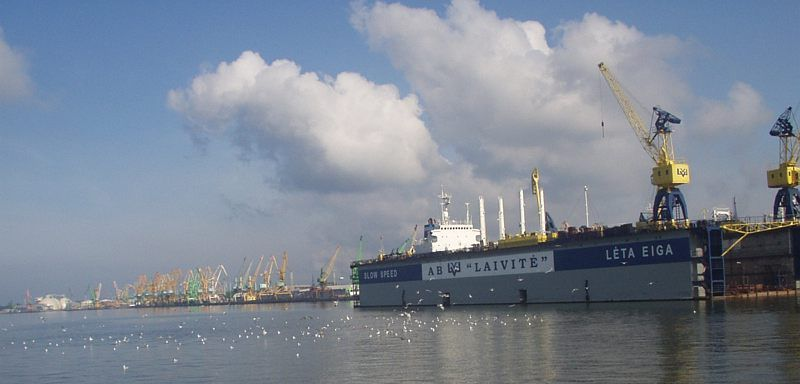
Порт Клайпеди

Місто засноване 1252 року лицарями Тевтонського Ордену під німецькою назвою Мемель (нім. і лат. Memel). Назва має балтійське походження: назву Мемеле куршське населення тих країв вживало для опису заболочених ділянок нижньої течії та гирла ріки Німан, а топоніміка довколишніх земель відображає, насамперед, куршські назви — приміром, Мелнраге (латис. і курш. Melnrage — Чорний Ріг). Німецькі укладачі місцевих карт зазвичай не вигадували цілковито нових назв, а онімечували існуючі назви: Пагегяй став називатися Поґеґеном (нім. Pogegen, лит. Pagėgiai), а  Акменішкяй — Акмонішкеном (нім. Akmonischken, лит. Akmeniškiai). Пізніше також набула поширення назва Мемельбург (нім. Memelburg).
Сучасна назва Клайпеда уперше згадується 1413 року у документах латинською мовою, де має вигляд Калойпеде (лат. Caloypede). У тексті Мельнського миру 1422 року, де йшлося про межі Прущини, зазначено, що «…замок Мемель по-жематійськи називається Ґлаупеда» (лат. Glaupeda), а в тексті ще однієї угоди згадується, що «…замок Мемель по-самоґітськи називається Клупеда» (лат. Clupeda).
Обидві назви довгий час вживалися одночасно, однак офіційно місто мало лише німецьку назву Мемель. Німецька назва міста навіть згадувалася у національному гімні Німеччини, затвердженому 1922 року та відомому тоді як «Пісня Німеччини» (нім. Das Lied der Deutschen, нині слова про місто вирізані з гімну). Зі становленням Литви як незалежної держави, урядовим рішенням від 1923 року назву було офіційно змінено на Клайпеда. У 1939 році, Німеччина (за мовчазної згоди світової спільноти) загарбала місто та знов дала йому німецьку назву. По завершенню Світової війни 1945 року, місту було повернено його історичну назву, що зберігається до сьогодні.

### Походження
За припущенням, висунутим 1864 року науковцем Людвиком Юцевичем, назва Клайпеда утворилася від прусько-литовських слів «клайт» (лит. klait, klais — грузнути, тонути) та «педа» (лит. pėda — нога, ступня). У 1870 році археолог Константін Ґревінґк висунув ще одне припущення, пов'язавши назву міста з литовськими словами «клайпс» або «клепас» (лит. klaips, klepas — хліб), а трохи згодом мовознавець Казимир Буга, припустив походження назви від куршських слів «клайпс» (курш. klaips — буханець) та «єду» (курш. êdu — їсти). У той же час, на думку історика Йонаса Таторіса, назва міста утворена від латиських слів «клайс» (лит. klais, klait — рівне, пласке) та «педа» (латис. peda — земля, ґрунт, край). Додатково ним було висловлено припущення, що місто отримало свою назву від слова, яким латиші називають надми Куршської коси. У «Енциклопедії Малої Литви», що вийшла 2003 року, окрім вище згаданих припущень, наводяться ще чотири:
- назва походить від латиського слова «клайпс» (латис. klaips — буханець)
- назва походить від литовського слова «клайп» (лит. klaip — криве)
- назва походить від латиських слів «клая» (латис. klaia — рівна) та «педа» (латис. peda — земля), однак автор енциклопедичної статті Вілюс Патерайтіс уважає це припущення хибним
- назва походить від прізвиська, яким називали місцеве населення в інших частинах Литви — клайпеджуси (лит. klaipedžus), утвореного від литовських слів «клайпа» (лит. klaipa — кривитися) та «педа» (лит. pėda — ступня), тобто криві ступні

У 2020 році історик з Клайпеди Василіус Сафронавас виводив назву міста від литовського слова «клайпус» (лит. klaipus — болото, трясовина, драговина) або від латиського слова «кляйш» (латис. klajš — відкритий, пустий).

## Історія
В період пізнього середньовіччя під німецькою владою Мемель був важливим торговим портом, конкурували з Кенігсбергом і Данцигом. В середині XVII століття місто було потужньо укріплене, на початку XVIII століття Мемельська фортеця була однією з найбільших в Пруссії. Мемель став найсхіднішим містом проголошеної в 1871 році Німецької імперії. За період імперії місто отримало економічне зростання; був побудований сучасний торговий порт, відкривалися промислові підприємства (переважно деревообробні). Розвивалося суднобудування — в кінці XIX століття флот Мемеля налічував до 80 суден. Активним торговельним партнером Мемеля була Велика Британія. У 1920 — 1923 рр. згідно з Версальським договором Клайпеда  підпорядковувалася адміністрації Ради послів Антанти. 19 січня 1923 року, під час Клайпедського повстання, Литва за допомогою місцевої міліції захопила місто. Територія була анексована Литвою і приєднана до складу Республіки. У 1939 році Німеччина анексувала Клайпедський край. У серпні 1945 року Берлінська (Потсдамська) конференція трьох великих держав затвердила передачу Радянському Союзу частини Східної Пруссії. Мемельська область була де-факто передана до складу СРСР. Місто знову отримало литовську назву Клайпеда. У 1991 році, після отримання Литвою незалежності, місто стало другим за обсягом іноземних інвестицій (поступаючись лише Вільнюсу). Найбільш завершені проекти епохи включають газовий термінал, торговий центр "Акрополіс" (колись найбільший у країнах Балтії), арену (де проходили матчі Євробаскет — 2011), основні дороги тощо.
У 2013 році побудований газопровід Юрбаркас – Клайпеда, наступного року в порту Клайпеди почав свою роботу плавучий регазифікаційний термінал.

## Клімат
| Клімат Клайпеда                            | Клімат Клайпеда | Клімат Клайпеда | Клімат Клайпеда | Клімат Клайпеда | Клімат Клайпеда | Клімат Клайпеда | Клімат Клайпеда | Клімат Клайпеда | Клімат Клайпеда | Клімат Клайпеда | Клімат Клайпеда | Клімат Клайпеда | Клімат Клайпеда |
| Показник                                   | Січ.            | Лют.            | Бер.            | Квіт.           | Трав.           | Черв.           | Лип.            | Серп.           | Вер.            | Жовт.           | Лист.           | Груд.           | Рік             |
| Абсолютний максимум, °C                    | 11,7            | 15,4            | 18,6            | 26,6            | 31,2            | 33,6            | 34,0            | 36,6            | 30,4            | 22,1            | 15,4            | 11,5            | 36,6            |
| Середній максимум, °C                      | 1,0             | 0,9             | 4,1             | 10,1            | 15,7            | 18,3            | 21,2            | 21,4            | 17,0            | 11,7            | 5,9             | 2,8             | 10,9            |
| Середня температура, °C                    | −1,1            | −1,3            | 1,5             | 6,5             | 11,6            | 14,7            | 17,8            | 17,9            | 13,7            | 9,0             | 3,8             | 0,7             | 8,0             |
| Середній мінімум, °C                       | −3,3            | −3,6            | −1,2            | 2,8             | 7,4             | 11,1            | 14,3            | 14,4            | 10,3            | 6,3             | 1,6             | −1,5            | 4,9             |
| Абсолютний мінімум, °C                     | −32             | −33,4           | −20,8           | −12,8           | −5,2            | −2,8            | 5,2             | 2,9             | −3,3            | −7,5            | −14,6           | −24,1           | −33,4           |
| Середня кількість сонячних годин на місяць | 34              | 65              | 122             | 180             | 264             | 285             | 274             | 252             | 167             | 100             | 40              | 28              | 1811            |
| Норма опадів, мм                           | 65.8            | 41.8            | 46.5            | 33.2            | 40.3            | 61.2            | 62.2            | 87.9            | 83.6            | 93.7            | 89.9            | 72.0            | 778.5           |
| Днів з опадами                             | 13,9            | 9,9             | 10,0            | 6,6             | 7,2             | 8,7             | 8,5             | 10,9            | 11,5            | 13,2            | 14,2            | 14,4            | 128,9           |
| ------------------------------------------ | --------------- | --------------- | --------------- | --------------- | --------------- | --------------- | --------------- | --------------- | --------------- | --------------- | --------------- | --------------- | --------------- |

## Університети

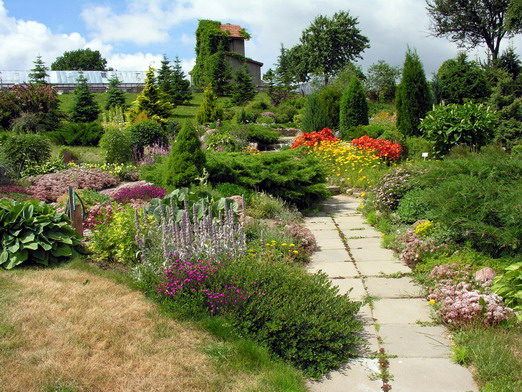
Ботанічний сад Клайпедського університету

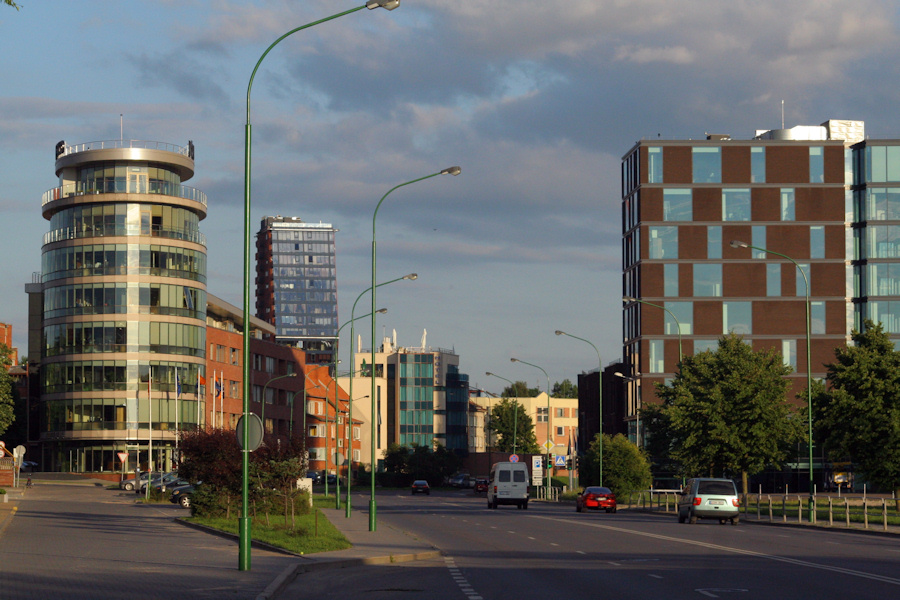
Сучасні будівлі в Клайпеді

- Університет Клайпеди,
- Міжнародний університет LCC.

## Музеї
- Замковий музей
- Музей історії Малої Литви
- Музей ковальства
- Литовський морський музей та дельфінарій
- Музей годинників
- Музей природи Національного парку Куршської коси
- Музей охорони природи клайпедської гімназії Вітовта Магнуса

## Транспорт
Місто — кінцева точка автотранспортного маршруту «Via Carpatia», який повинен з'єднати країни Східної Європи.
У місті розташована залізнична станція Клайпеда.

## Відомі особистості
- Леонідас Донскіс — доктор філософії, член Європейського Парламенту, філософ, політолог, соціальний аналітик і політичний коментатор.
- Іоаннес де Мемель — львівський райця 1353 року[16]

### Відомі уродженці
- Мельничук Іван Васильович (19 серпня 1937 — 26 червня 2008) — український палеогеограф, геоморфолог, доктор географічних наук, професор Київського національного університету імені Тараса Шевченка.
- Кландестинус (Ісаєв Сергій Вікторович) - литовський письменник, сценарист, поет, перекладач, журналіст, громадський діяч.
- Вісвальдас Кульбокас - литовський католицький архієпископ, ватиканський дипломат; з 15 червня 2021 року апостольський нунцій в Україні і титулярний архієпископ Мартани.

## Виноски
1. ↑  Visuotinė lietuvių enciklopedija
2. ↑  https://www.klaipeda.lt/lt/meras/miestai-partneriai/gdyne-gdynia-lenkija/3508
3. ↑  https://www.gdynia.pl/bip/miasta-siostrzane,1760/klajpeda,341503
4. ↑  «1413 — pirmąkart paminėtas vardas Klaipėda (Caloypede)». Архів оригіналу за 9 Травня 2007. Процитовано 12 Квітня 2008.
5. ↑  Lites ac res gestae inter Polonos Ordinemque Cruciferorum (лат.). Wydawn, Polskiej Akademii Nauk. 1892. с. 140.
6. ↑  Sovremennik (рос.). Т. 7. 1860. с. 13.
7. ↑  Материалы для географии и статистики России: Минская губерния. — СПб., 1864. С. 112.
8. ↑  Grewingk, C. (1870). Ueber heidnische Gräber Russisch Litauens und einiger benachbarter Gegenden: insbesondere Lettlands und Weissrusslands (нім.). H. Laakmann. с. 78.
9. ↑  Gimtasis žodis (лит.). Spauda. 1993. с. 17.
10. ↑  Tatoris J. Senoji Klaipėda. Urbanistinė raida ir architektūra iki 1939 metų. — Vilnius, 1994.
11. ↑  Mažosios Lietuvos enciklopedija. T. 2. — Vilnius, 2003.
12. ↑  Safronovas V. Klaipėdos miesto istorija. — Klaipėda, 2020.
13. ↑  Історія Клайпеди. Архів оригіналу за 28 Листопада 2020. Процитовано 5 Серпня 2018. Історія Клайпеди(англ.)
14. ↑  Pipeline Klaipėda–Jurbarkas. enmin.lrv.lt (лит.). Архів оригіналу за 18 Серпня 2019. Процитовано 29 березня 2017.
15. ↑  Через Україну проходитиме транспортний коридор Via Carpatia. Архів оригіналу за 11 березня 2016. Процитовано 10 березня 2016.
16. ↑  Akta grodzkie i ziemskie… [Архівовано 1 Жовтня 2017 у Wayback Machine.]— Т. 3.— 319 s.— S. 22. (лат.), (пол.)